# Lagermax

Die Lagermax Lagerhaus und Speditions AG ist die Mutterfirma eines internationalen Konzerns, dessen Operationstätigkeit sich neben dem Stammmarkt Österreich vor allem auf den mittel-, süd- und osteuropäischen Raum erstreckt. Der Stammsitz des Unternehmens befindet sich in der Stadt Salzburg. In den Bereichen Spedition, Autotransport, Paketdienst, Expressdienste und Logistik ist Lagermax das führende Unternehmen im Bundesland Salzburg. Die Bereiche Messe- & Textillogistik, der Handel und Vermietung von Containern sowie die Geschäftsfelder Entsorgung & Recycling komplettieren das Angebot an maßgeschneiderten Branchenlösungen.

## Geschichte
Gegründet wurde das Unternehmen von mehreren Salzburger Geschäftsleuten im Jahr 1920 als Lagerei und Fuhrwerksbetrieb in der damals eigenständigen Gemeinde Maxglan. Ausschlaggebend für den Standort war die Errichtung der in Lehen von der Hauptbahnstrecke abzweigenden Schleppbahn der Stieglbrauerei, wodurch für den neuen Betrieb eine Anbindung an das Eisenbahnnetz der Stadt Salzburg gegeben war. Die Bezeichnung „Lagermax“ diente vorerst nur als Telegrammadresse und leitet sich aus der ursprünglichen Firmenbezeichnung und dem Namen der Gemeinde ab. Das Lagerhaus wurde am 26. April 1922 durch Landeshauptmann Franz Rehrl offiziell seiner Bestimmung übergeben und dabei als größtes Unternehmen dieser Art im Land Salzburg bezeichnet.
1985 wurde die Lagermax Lagerhaus und Speditions AG begründet, die Mutterfirma und Stammsitz der Unternehmensgruppe ist.

## Unternehmensstruktur
Der Konzern ist heute eine Aktiengesellschaft und unterhält Tochtergesellschaften in Bosnien-Herzegowina, Bulgarien, Deutschland, Spanien, Niederlande, Belgien, Kroatien, Rumänien, Serbien, Slowakei, Slowenien, Tschechien, Ungarn und der Türkei. Europaweit zählt das Unternehmen derzeit 4.100 Beschäftigte an 85 Standorten. Der Umsatz der gesamten Lagermax-Gruppe betrug im Geschäftsjahr 2024 rund 765 Millionen Euro. In Österreich ist Lagermax mit Niederlassungen in Wien, Kalsdorf bei Graz, Straßwalchen, Munderfing, Obertrum am See, St. Veit an der Glan, Linz, Radstadt, Sachsenburg, Premstätten, Villach und Fürnitz vertreten.
Zur Lagermax Gruppe gehören in Österreich noch Lagermax Autotransport in Straßwalchen, Alltime Express Distribution (AED)-Netzwerk als Expressdienst, DPD Austria, Conzept Container Modulbau, FRIKUS Transportlogistik im steirischen Premstätten und die Ambach Entsorgung GmbH in Pichl bei Wels.
Im Jahr 2020 feierte Lagermax unter dem Motto „100 Years from now“ sein 100-jähriges Firmenjubiläum. Dafür wurde eigens ein futurespace truck konstruiert, um aktuelle und zukünftige Megatrends in der Logistik sowie die Geschichte und Visionen des Salzburger Logistik- und Speditionsunternehmens spielerisch und interaktiv zu erleben.

## Firmenzentrale und Logistikterminal Salzburg-Maxglan
Die Firmenzentrale liegt bis heute im Salzburger Stadtteil Maxglan, zwischen Siezenheimerstraße und Glanhofen. Am Stammsitz werden rund 300 Mitarbeiter beschäftigt.
Von 1997 bis 1999 wurde ein neues Logistikterminal errichtet. Die Firma wurde vom Salzburger Gestaltungsbeirat überzeugt, ein architektonisch repräsentatives Gebäude zu erstellen und gab dem seinerzeit jungen Steirisch-Aachener Team kadawittfeldarchitektur (Klaus Kada, Gerhard Wittfeld) den Auftrag. Das Gebäudeensemble wurde in drei U-förmig angeordneten Flügeln erstellt. Die flache Umschlaghalle ist durch eine Rundung optimal andockbar. Hochregallager und Gefahrengut-Speicher (1.500 Palettenplätze) sind ein voluminöser Baukörper, die Schaufassade des Lagers an der Siezenheimerstraße als transluzide dunkle Glasfront, die sich tagsüber in Spiegelungen versteckt und des nächtens matt schimmert, der ADR-Sicherheitsbereich in Beton. Dazwischen erstrecken sich ein Trakt kleiner, mit innenhofartigen Pausenzonen im Obergeschoß strukturieren Bürobauten. Die Bauherren lobten den zu ihrer Überraschung wesentlich verbesserten Betriebsablauf.

## Lagermax Autotransport
Das Stammhaus von Lagermax Autotransport befindet sich in Straßwalchen. Auf einer Lagerfläche von rund 2.000.000 m² (2,0 km²) – gilt für die Gruppe, verzeichnet das Unternehmen international einen Umschlag von etwa 1,2 Millionen Fahrzeugen. Im Bereich des Autotransportes zählt Lagermax mit den Standorten Straßwalchen und Wien als Marktführer in Österreich.